# 1922 في فلسطين الانتدابية
أحداث عام 1922 في الانتداب البريطاني على فلسطين.

## أصحاب المناصب
- المفوض السامي - السير هربرت لويس صموئيل
- أمير شرق الأردن - عبد الله بن الحسين
- رئيس وزراء شرق الأردن مظهر رسلان حتى 10 آذار ثم خلفه علي رضا باشا الركابي.

## الأحداث
- 2 نيسان / أبريل - تأسيس مستوطنة جفعتايم الزراعية من قبل مجموعة من 22 من رواد العليا الثانية بقيادة ديفيد شنايدرمان.
- 2 نيسان - تأسيس المستوطنة الزراعية "أهوزة أ - نيويورك" (رعنانا الآن)، التي سميت على اسم الشركة المؤسسة.
- 3 يونيو - نشر كتاب تشرشل الأبيض المصادِق على وعد بلفور.
- 24 تموز/يوليو - صَدق مجلس عصبة الأمم رسميًا على الانتداب البريطاني على فلسطين، وهو أداة قانونية لإدارة فلسطين.
- 22 آب - انعقاد المؤتمر العربي الفلسطيني الخامس في نابلس.
- 4 تشرين الثاني (نوفمبر) - تأسيس متطوعي هاشومير هاتزير كيبوتس بيت ألفا.
- 5 كانون الأول - إنشاء الوكالة اليهودية لإسرائيل.

## أبرز المواليد

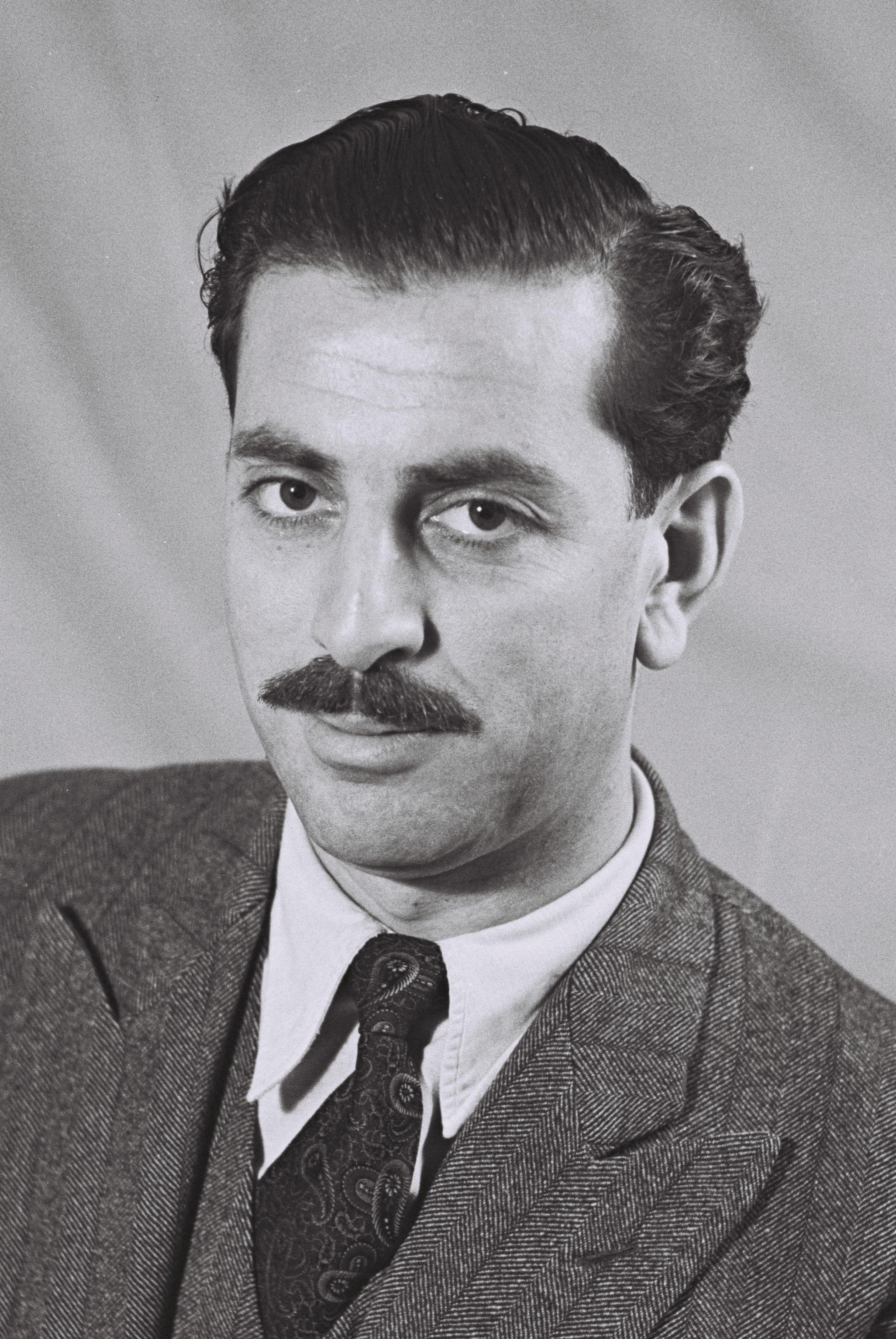
توفيق توبي

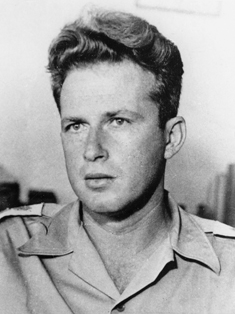
اسحق رابين

- 28 كانون الثاني (يناير) - إميل حبيبي كاتب وسياسي عربي إسرائيلي (توفي عام 1996).
- 10 شباط/ فبراير- إلياهو بيت زوري، ناشط يهودي من حركة ليحي معروف بدوره في اغتيال اللورد موين (توفي عام 1945).
- 24 فبراير- بنينا سالزمان، عازفة بيانو إسرائيلية (توفيت عام 2006).
- 1 آذار/ مارس- إسحاق رابين، خامس رئيس وزراء لإسرائيل، الحائز على جائزة نوبل للسلام (توفي عام 1995).
- 12 آذار / مارس- أفيفا يوري، رسام إسرائيلي (توفي عام 1989).
- 11 مايو - توفيق طوبي، سياسي إسرائيلي شيوعي عربي (توفي 2011).
- 21 مايو - موشيه عمار، سياسي إسرائيلي (توفي عام 2015).
- 17 حزيران/ يونيو - المحامي والدبلوماسي الإسرائيلي أفيغدور ليفونتين (توفي عام 2016).
- 22 يونيو- يهوشوا كوهين، المحارب الإسرائيلي المخضرم في ليحي، قاتل فولك برنادوت (توفي عام 1986).
- 5 تموز- مناحيم كوهين، سياسي إسرائيلي (توفي عام 1975).
- 25 آب/ أغسطس- إيفري جيتليس، عازف كمان إسرائيلي موهوب (توفي عام 2020).
- 9 أكتوبر- آساف سمحوني جنرال إسرائيلي (توفي عام 1956).
- 1 ديسمبر- عميحاي باجلين، رجل الأعمال الإسرائيلي ورئيس عمليات الإرغون (توفي عام 1978).

## أبرز الوفيات

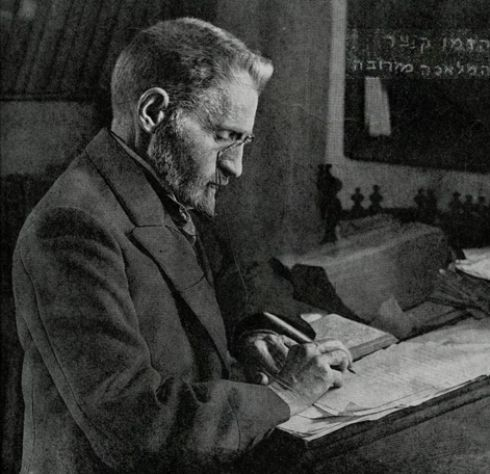
اليعازر بن يهودا

- 22 فبراير - تُوفي أ.د جوردون (مواليد 1856)، ناشط صهيوني روسي (أوكرانيا) المولد، مؤسس هبوعيل حتسعير.
- 16 كانون الأول (ديسمبر) - تُوفي إليعازر بن يهودا (مواليد 1858)، روسي (بيلاروسيا) مؤلف قواميس ومحرر صحيفة يهودي، وهو الروح الدافعة وراء إحياء اللغة العبرية في العصر الحديث.